# Michael Hutchence
Michael Kelland John Hutchence, (Sydney, Australija, 22. siječnja 1960. – Sydney 22. studenog 1997.), bio je glavni pjevač i tekstopisac u australskom sastavu INXS od 1977. godine do svoje smrti. 
INXS privlači svjetsku pozornost 1982. s albumom Shabooh Shoobah. 
1987. objavljuje INXS album Kick. Singl Need You Tonight je bio na prvom mjestu Billboard-liste. Narednih godina zadržavaju popularnost; sastav je između ostalog imao i megahit Suicide Blonde.
1997. sastav objavljuje svoj deseti album Elegantly Wasted, a kasnije iste godine Michael Hutchence pronađen je mrtav u Ritz-Carlton Hotelu, sobi 524, u jednom od Sydneyskih predgrađa. Okolnosti smrti su ostale nejasne. Službeno je konstatirano samoubojstvo vješanjem. Hutchenceov pepeo je 22. siječnja 1998. prosut u vode Sydneyskog zaljeva Rose Bay. Nakon Hutchenceove smrti INXS je nastavio snimati i nastupati sve do 2012. Prema Udruženju diskografske industrije Amerike (RIAA), INXS je prodao 30 milijuna primjeraka samo u Sjedinjenim Američkim Državama, što ih čini najprodavanijim australskim bendom u SAD-u iza AC/DC-a.
Zbog sve veće popularnosti benda te statusa rock zvijezde i sex simbola, detalji iz Michaelovog privatnog života često su bili naslovi raznih australskih i međunarodnih tabloida. Bio je u ljubavnim vezama s pjevačicama Kylie Minogue i Belindom Carlisle, supermodelom Helenom Christensen, glumicom Kym Wilson. Sredinom 90-ih ulazi u vezu s Paulom Yates s kojom je dobio kćer Heavenly Hiraani Tiger Lily. 
- Michael Hutchence – Memorial site